# 太田浩介
太田 浩介（おおた こうすけ　本名同じ　1967年12月9日- ）は日本の元俳優。血液型はB型。香川県出身。香川県立高松北高等学校卒。身長173cm、体重72kg。趣味は野球、ゴルフ、カラオケ、ダーツ。特技は盗塁。オフィス北野に所属した。旧芸名太田コースケ。

## 来歴・人物
北野武監督の映画に主に脇役として出演。野球が得意な事もあり、たけし軍団とポップコーンの草野球チームでも一軍選手として活動。
フジテレビの深夜番組『北野ファンクラブ』にビートたけしがバイク事故から復帰した頃から後番組『北野富士』に出演していた。北野ファンクラブでは「亀有ブラザース」のコーナーでガダルカナル・タカやつまみ枝豆等とコントを演じるなど、扱いは半ばたけし軍団の一線級と同じ扱いであった。その後『足立区のたけし、世界の北野』の「北野まんぐり講座」にレギュラー出演していたが、何故か進行役のタカ扮する「タカ助手」と同じ白衣にブリーフという奇妙な格好で出演し実験の手伝いをしていた。
その後たけし軍団を離れ、オフィス北野所属の俳優として活動。『アウトレイジ』ではマキタスポーツ扮するラーメン屋の指入りタンメンを出される客として出演した。
2002年には讃岐うどん88ヶ所の早回り記録に挑戦している。2014年より廃業して芸能界を離れ、飲食店のマネージャーとなった。引退後『月曜から夜ふかし』で「今年のタレント名鑑から消えた芸能人のその後を追跡する」という企画で登場。芸能界に復帰するつもりはないことを語っていた。

## 出演

### テレビ
- 火曜サスペンス劇場『旅愁』
- 奇跡の人（以上日本テレビ系列）
- 明智小五郎対怪人二十面相
- 遊ing
- 月曜ミステリー劇場『十津川警部シリーズ35・金沢加賀殺意の旅』（以上TBS系列）
- 北野ファンクラブ
- 北野富士
- 足立区のたけし、世界の北野
- 君の瞳に恋してる!（以上フジテレビ系列）
- OH!エルくらぶ
- 真夏の刑事
- 菊次郎とさき
- 土曜ワイド劇場『越境捜査』（以上テレビ朝日系列）

### 映画
- HANA-BI
- チキン・ハート
- Dolls
- 座頭市
- アウトレイジ